# Hochgallmiggstraße
De Hochgallmiggstraße (L312) is een 3,88 kilometer lange Landesstraße (lokale weg) in het district Landeck in de Oostenrijkse deelstaat Tirol. De weg is een zijweg van de Landecker Straße (L76). Na door het dorpje Urgen (gemeente Fließ, 823 m.ü.A.) te zijn gelopen gaat de bergop richting het tevens tot de gemeente Fließ behorende dorpje Hochgallmigg (1218 m.ü.A.). Het beheer van de straat valt onder de Straßenmeisterei Ried im Oberinntal. De weg is in beide richtingen verboden toegang voor autobussen langer dan twaalf meter.